# Daria Marjanović
Pour les articles homonymes, voir Marjanović.
Daria Marjanović, née en juin 1959 à Sarajevo, est une journaliste, présentatrice de télévision et traductrice croate.

## Biographie
Ayant terminé en 1984 des études de Langues romanes à la Faculté des Lettres (Filozofski fakultet) à Sarajevo par la soutenance d’un mémoire intitulé Antonin Artaud, une aventure poétique du théâtre, Daria Marjanović s’installe à Zagreb, enseigne l’italien et le français et devient chef du service de traduction à l’Universiade d'été de 1987. Elle est rédactrice responsable des éditions trilingues Manuel des expressions sur les sports et Dictionnaire sportif en 12 volumes (Athlétisme, Gymnastique, Canoë, Basket-ball, Escrime, Football, Volley-ball, Natation, Plongeons, Tennis, Water-polo, Aviron).
Depuis 1988, elle travaille à la Radio-télévision croate (Hrvatska Radiotelevizija ou HRT), comme journaliste, ensuite comme responsable d'édition dans le Panorama de Zagreb (Zagrebačka panorama) et elle participe à des projets particuliers dans les domaines de culture, de divertissement et de sport, tels que le Concours Eurovision de la chanson, le Festival international du nouveau théâtre Eurokaz, Les journées de la satire (hr) (Dani satire), Championnat d'Europe de basket-ball masculin, Championnats d’Europe d’athlétisme 1990, etc.
Elle se voit confier sa propre émission hebdomadaire Coup de cafard (litt. La minute jaune, Žuta minuta) en 1990, au sein d’une équipe qui met en route le programme mosaïque HTV 2, suivi du programme de guerre Pour la liberté (Za slobodu) et des émissions On continue (Idemo dalje), Croatie, la terre et les gens (Hrvatska zemlja i ljudi) et Bonjour (Dobar dan). Depuis 1992 elle est présentatrice et responsable d’édition du programme matinal Bonjour, la Croatie !  (Dobro jutro, Hrvatska), dans le cadre de laquelle elle est aussi l’auteur, un samedi sur deux, de Bonjour le samedi (Dobro jutro subotom).
Depuis 1993, en duo avec son collègue et ami Joško Martinović (hr), elle est co-auteur des projets TV Rien que la vérité (Živa istina) et Le Poisson rouge (Zlatna ribica), devenus très populaires pendant les sept années de leur diffusion.
Après un an de perfectionnement professionnel aux USA – Programme PDY au Département des communications de l’Université du Tennessee à Knoxville, elle est l’auteur d’un sérial documentaire et de divertissement On le dit (Navodno), suivi de plusieurs numéros du magazine télé Cro Expo, fait parallèlement en croate et en anglais. Elle devient à cette époque la collaboratrice permanente et coordinatrice nationale de la Radio-télévision croate pour le CNN World Report.

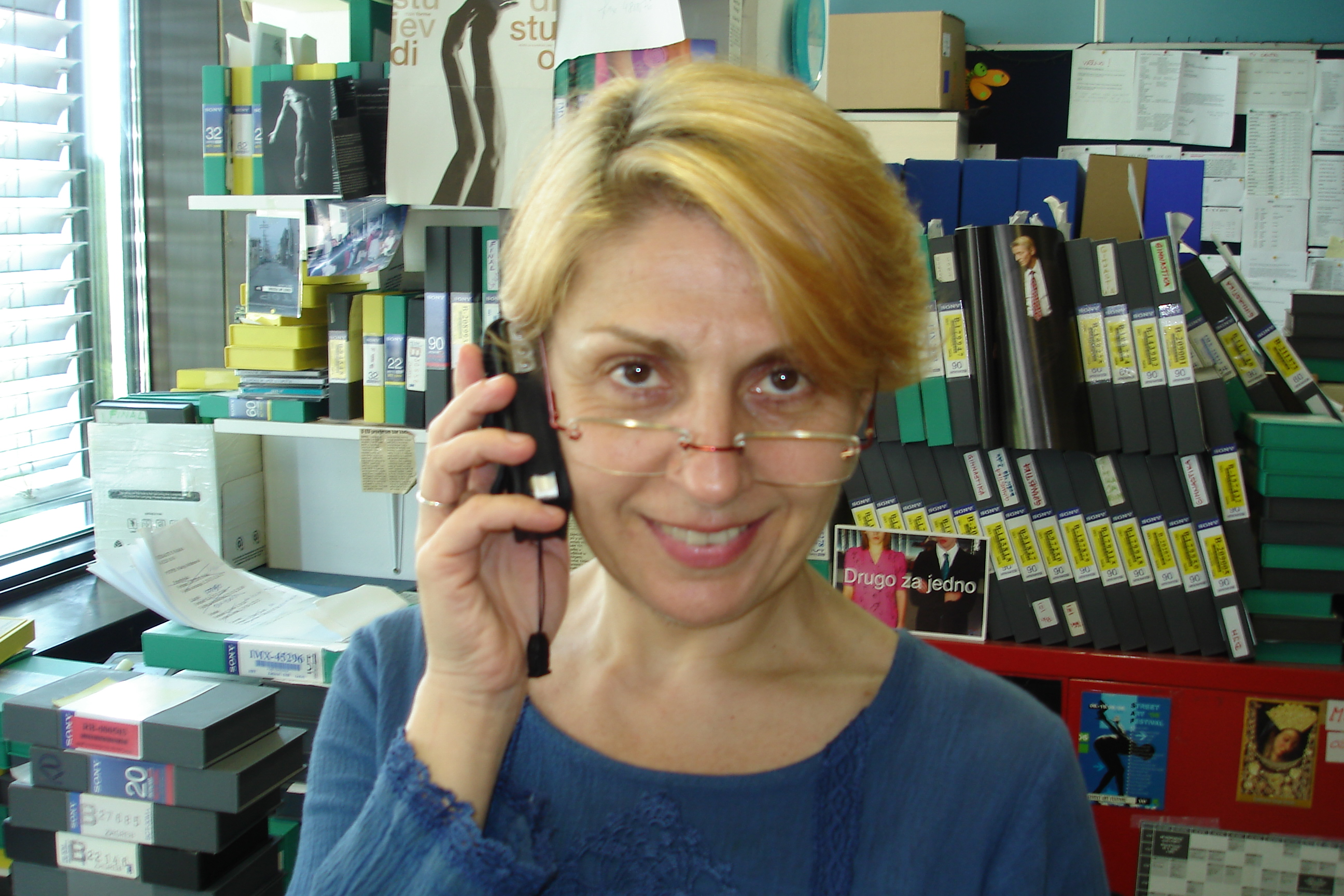
Daria Marjanović dans une rédaction TV

Depuis 2002 elle est la responsable pour la Télévision croate de la coproduction des télévisions publiques d’Europe centrale Alpes Danube Adriatique : la « collaboration de ces télévisions publiques était à l’époque un vrai précédent, vu la différence entre les systèmes politiques et les économies ». Son mentor fut Branko Lentić (hr), et elle a déclaré dans une interview pour l’hebdomadaire croate Nacional que « diriger l’émission Alpes Danube Adriatique était pour elle un honneur particulier ». Simultanément, entre 2004 et 2008, elle est chef de la rédaction de Bonjour, la Croatie (Dobro jutro, Hrvatska).
Elle a pris part aux premiers ateliers TV de la Conférence Permanente de l’Audiovisuel Méditerranéen (COPEAM) en Algérie – Ghardaïa 2005 comme participante et Sétif 2006 comme encadrante. Elle a terminé des stages à la Haute école de journalisme de Montpellier – École du film documentaire en 2003 et Atelier du journalisme par Internet en 2008. Repartie en 2010 aux USA pour une nouvelle année de perfectionnement professionnel au Département de journalisme de l’Université d'État de l'Arizona à Phoenix (Hubert H. Humphrey Global Leadership Program), elle y a construit le site web de son groupe d’études en tant que travail final,.
Elle a été aussi, de 2002 à 2014, collaboratrice professionnelle à l'enseignement au Département de journalisme à la Faculté des Sciences politiques de Zagreb (hr).
Entre 2013 et 2016 elle est rédactrice en chef de la Voix de la Croatie (Glas Hrvatske), chaîne internationale de la Radio croate, où elle a créé le multimédia, mis en route le site web et des réseaux sociaux en quatre langues (croate, anglais, allemand et espagnol).
Elle est membre de l’Association des anciens étudiants des échanges internationaux des USA (International Exchanges Alumni), de l’Association américaine des éducateurs média (Broadcast Education Association (en)), de l’Union internationale de la presse francophone et de la Fédération internationale des journalistes et écrivains du tourisme.

## Prix et distinctions
Daria Marjanović est lauréate de plusieurs prix et distinctions croates et internationaux, tels que : 
- 1997 – Prix Marija Jurić Zagorka de la Société des journalistes croates ((hr) Hrvatsko novinarsko društvo) pour le meilleur reportage (Tiri-Tonda) et la meilleure émission (Rien que la vérité – Živa istina)[22].
- 2005 – Prix Gold Remi au WorldFest de Houston pour le reportage (en) Love and Inclusion[23].
- 2005 – Prix Platinum Remi au WorldFest de Houston pour le reportage (hr) Kao pčela (en) Be a Bee (Comme une abeille)[1],[23].
- 2009 – Prix du meilleur mini-reportage pour Winnetou est vivant ((hr) Winnetou živi) dans la catégorie du « Meilleur News Magazine » au Festival du film de New York[24].
- 2011 – Prix Bronze Remi au WorldFest de Houston pour le film documentaire (en) Kornati, Stones Made of Heaven[25].
- 2012 – Deuxième prix au Concours international du récit multimédia ((en) International Multimedia News Story Contest) pour le projet d'études (en) Citizens of Nowhere (Citoyens de nulle part)[26],[27].

## Traductions vers le croate
- Annie Le Brun, Iznenada gromada ponora, Sade (Soudain un bloc d’abîme, Sade), Zagreb, Globus (1989)  (ISBN 86-343-0235-0).
- Boris Vian : (hr) Drencula : iz dnevnika Davida Bensona (Drencula : extraits du journal de David Benson, dans : Boris Vian, Écrits pornographiques), Zagreb, Quorum (1990), 6, 2–3 (30), p. 387–389[28]  (ISSN 0352-7654).
- Boris Vian : (hr) Korisnost erotske književnosti (Utilité d'une littérature érotique), dans : Boris Vian, Écrits pornographiques, Zagreb, Quorum (1990), 6, 2–3 (30), p. 395–408[29]  (ISSN 0352-7654).
- Boris Vian : (hr) Račić (L'Écrevisse), dans : Boris Vian, Les Fourmis, Zagreb, Quorum (1990), 6, 2–3 (30)[30]  (ISSN 0352-7654).
- Jules Verne: Claudius Bombarnac, Zagreb, Zoro, 2007  (ISBN 978-953-6296-80-4).
- Jules Verne, Dvorac u Karpatima (Le Château des Carpathes), Zagreb, Zoro (2009)  (ISBN 978-953-298-016-5).
- Annie Le Brun, Radovan Ivšić i nepokorena šuma (Radovan Ivsic et la forêt insoumise), Zagreb/Paris, Muzej suvremene umjetnosti/Gallimard (2015)  (ISBN 978-953-761-585-7).
- Radovan Ivšić, Zapamtite ovo, dobro sve zapamtite (Rappelez-vous cela, rappelez-vous bien tout), dans : San na javi (Le rêve dans la réalité), Zagreb, Ex Libris (2015), p. 450-513  (ISBN 978-953-284-117-6).
- Radovan Ivšić, Zapamtite ovo, dobro sve zapamtite, Zagreb, Ex Libris (2015)  (ISBN 978-953-284-110-7).
- Annie Le Brun, (hr) Sade, en face i iz profila (Sade, en face, profil): Iznenada gromada ponora, Sade (Soudain un bloc d'abîme, Sade) (réédition) et On n'enchaîne pas les volcans, Zagreb, Ex Libris (2016)  (ISBN 978-953-284-132-9).
- Olivier Neveux: (hr) Poezija u očekivanju izvođača (La poésie en attente d'interprètes), dans: Seadeta Midžić et Nada Bezić (éd.): Družina mladih. Čudesna teatarska igra (La Compagnie des jeunes. Un merveilleux jeu théâtral), Zagreb, ArTresor Naklada/Hrvatski glazbeni zavod (2017), p. 255-258.  (ISBN 978-953-8012-30-3) /  (ISBN 978-953-99277-8-1)